# Aaron Blunck
Aaron Blunck (* 12. April 1996 in Denver) ist ein US-amerikanischer Freestyle-Skier. Er startet in der Disziplin Halfpipe.

## Werdegang
Blunck nimmt seit 2010 an Wettbewerben der AFP World Tour teil. Dabei holte er in der Saison 2010/11 mit zweiten Plätzen bei der Revolution Tour in Copper Mountain und bei der Gatorade FreeFlow Tour in Avon seine ersten Podestplatzierungen. Sein Weltcupdebüt hatte er im Dezember 2012 in Copper Mountain, welches er auf dem 22. Platz beendete. Bei den Olympischen Jugend-Winterspielen 2012 in Kühtai holte er die Bronzemedaille. Im Februar 2012 belegte er den zweiten Platz bei der Gatorade FreeFlow Tour in Brighton. Zwei Monate später wurde er US-amerikanischer Meister in der Disziplin Halfpipe. Zu Beginn der Saison 2012/13 kam er bei der Pipe Open Series in Copper Mountain auf den dritten Platz. Im weiteren Saisonverlauf siegte er bei den Aspen/Snowmass Freeskiing Open und errang beim US Grand Prix und Weltcup in Copper Mountain den zweiten Platz. Bei den Weltmeisterschaften 2013 in Oslo wurde er Sechster. Die Saison beendete er in der AFP World Tour Gesamtwertung und im Halfpipe-Weltcup auf den vierten Rang.
Zu Beginn der Saison 2013/14 kam er beim Weltcup in Cardrona auf den zweiten Platz. Es folgte in der Saison ein Sieg beim US Grand Prix und Weltcup in Copper Mountain und ein zweiter Platz beim US Grand Prix in Park City. Bei seiner ersten Olympiateilnahme 2014 in Sotschi wurde er Siebter im erstmals ausgetragenen Halfpipe-Wettbewerb. Zum Saisonende erreichte er im Halfpipe-Weltcup und in der AFP World Tour Halfpipewertung den zweiten Platz. Im folgenden Jahr belegte er den 13. Platz bei den Winter-X-Games 2015. In der Saison 2015/16 errang er beim US Grand Prix und Weltcup in Mammoth den dritten Platz und siegte in Park City. Bei den Winter-X-Games 2016 kam er auf den zehnten Platz und bei den X-Games Oslo 2016 auf den siebten Rang. Zum Saisonende belegte er den siebten Platz im Gesamtweltcup und den zweiten Rang im Halfpipe-Weltcup.
Nach Platz drei beim Weltcup und U.S. Grand Prix in Copper Mountain zu Beginn der Saison 2016/17, holte er bei den Winter-X-Games 2017 in Aspen die Goldmedaille auf der Superpipe. Im Februar 2017 wurde er beim Weltcup in Pyeongchang Zweiter und erreichte den dritten Platz im Halfpipe-Weltcup. Bei den Weltmeisterschaften 2017 in der Sierra Nevada holte er die Goldmedaille in der Halfpipe. In der Saison 2017/18 errang er mit vier Top-Zehn-Platzierungen, darunter Platz drei in Snowmass den 32. Platz im Gesamtweltcup und den sechsten Rang im Halfpipe-Weltcup. Bei den Winter-X-Games 2018 in Aspen wurde er Achter und bei den Olympischen Winterspielen 2018 in Pyeongchang  Siebter.
Bei den Weltmeisterschaften 2019 in Park City konnte Blunck seinen Weltmeistertitel erfolgreich verteidigen. Im Winter 2019/20 entschied er mit zwei Siegen und zwei weiteren Podestplätzen die Halfpipe-Weltcupwertung für sich. Bei den Winter-X-Games 2019 wurde er Achter und holte im folgenden Jahr die Silbermedaille.  Auch in der Saison 2020/21 gewann er den Halfpipe-Weltcup. Zudem wurde er bei den Weltmeisterschaften 2021 in Aspen Fünfter und holte bei den Winter-X-Games 2021 erneut die Silbermedaille. In der folgenden Saison belegte er bei den Olympischen Winterspielen 2022 in Peking den siebten Platz und gewann Winter-X-Games 2022 die Silbermedaille.

## Erfolge

### Olympische Spiele
- Sotschi 2014: 7. Halfpipe
- Pyeongchang 2018: 7. Halfpipe
- Peking 2022: 7. Halfpipe

### Weltmeisterschaften
- Oslo 2013: 6. Halfpipe
- Sierra Nevada 2017: 1. Halfpipe
- Park City 2019: 1. Halfpipe
- Aspen 2021: 5. Halfpipe

### Weltcupsiege
Blunck errang bisher 15 Podestplätze im Weltcup, davon 6 Siege:
| Datum             | Ort             | Land               | Disziplin |
| ----------------- | --------------- | ------------------ | --------- |
| 20. Dezember 2013 | Copper Mountain | Vereinigte Staaten | Halfpipe  |
| 5. Februar 2016   | Park City       | Vereinigte Staaten | Halfpipe  |
| 7. Dezember 2018  | Copper Mountain | Vereinigte Staaten | Halfpipe  |
| 13. Dezember 2019 | Copper Mountain | Vereinigte Staaten | Halfpipe  |
| 1. Februar 2020   | Mammoth         | Vereinigte Staaten | Halfpipe  |
| 21. März 2021     | Aspen           | Vereinigte Staaten | Halfpipe  |

### Weltcupwertungen
| Saison  | Gesamt | Gesamt | Park & Pipe | Park & Pipe | Halfpipe | Halfpipe |
| Saison  | Platz  | Punkte | Platz       | Punkte      | Platz    | Punkte   |
| ------- | ------ | ------ | ----------- | ----------- | -------- | -------- |
| 2011/12 | 132.   | 5      | -           | -           | 19.      | 27       |
| 2012/13 | 17.    | 39     | -           | -           | 4.       | 193      |
| 2013/14 | 18.    | 36     | -           | -           | 2.       | 180      |
| 2014/15 | 83.    | 12     | -           | -           | 12.      | 58       |
| 2015/16 | 7.     | 49     | -           | -           | 2.       | 245      |
| 2016/17 | 14.    | 43,8   | -           | -           | 3.       | 219      |
| 2017/18 | 32.    | 30,33  | -           | -           | 6.       | 182      |
| 2018/19 | 63.    | 20,8   | -           | -           | 10.      | 104      |
| 2019/20 | 3.     | 72     | -           | -           | 1.       | 340      |
| 2020/21 | -      | -      | 10.         | 100         | 1.       | 100      |
| 2021/22 | -      | -      | 40.         | 86          | 13.      | 86       |
| 2022/23 | -      | -      | 37.         | 76          | 13.      | 76       |

### Winter-X-Games
- Winter-X-Games 2015: 13. Halfpipe
- Winter-X-Games 2016: 10. Halfpipe
- X-Games Oslo 2016: 7. Halfpipe
- Winter-X-Games 2017: 1. Halfpipe
- Winter-X-Games 2018: 7. Halfpipe
- Winter-X-Games 2019: 8. Halfpipe
- Winter-X-Games 2020: 2. Halfpipe
- Winter-X-Games 2021: 2. Halfpipe
- Winter-X-Games 2022: 2. Halfpipe
- Winter-X-Games 2023: 4. Halfpipe